# Colline della Groenlandia
Questa è una lista di 18 colline della Groenlandia elencate nel Gazetteer of Greenland, compilato da Per Ivar Haug e non comprese tra le Montagne della Groenlandia. Vengono generalmente classificate come colline alture inferiori ai 600 m.s.l.m..
| Nome               | Altezza | Coordinate      | Comune di appartenenza | Note |
| ------------------ | ------- | --------------- | ---------------------- | --- |
| Akinnaq            |         |                 | Avannaata              | Nei pressi di Ilulissat, può essere raggiunta con un viaggio di due ore in una slitta trainata da cani su una strada piuttosto impervia |
| Alanngorsuaq       | 411 m   | 66°57′N 53°32′W | Qeqqata                | |
| Alannguaq Qerrilik | 490 m   | 60°51′N 45°16′W | Kujalleq               | |
| Arnannguit         | 582 m   | 61°13′N 45°27′W | Kujalleq               | |
| Domfjeld           | 482 m   | 61°09′N 48°15′W | Sermersooq             | |
| Granatfjeldet      | 518 m   | 66°58′N 50°30′W | Qeqqata                | La città più vicina è Maniitsoq |
| Igannarsuannguaq   | 580 m   | 61°05′N 45°17′W | Kujalleq               | |
| Kuanninnguit       | 472 m   | 64°12′N 51°35′W | Sermersooq             | |
| Nunarsuaq          | 444 m   | 60°44′N 45°44′W | Kujalleq               | |
| Nuussuup Qaava     | 410 m   | 60°41′N 45°44′W | Kujalleq               | |
| Palasip Qaqqaa     | 544 m   | 66°58′N 53°43′W | Qeqqata                | In danese è chiamato Præstefjeldet |
| Puissattaq         | 552 m   | 60°54′N 45°30′W | Kujalleq               | |
| Qaagissoq          | 510 m.  | 64°09′N 51°29′W | Sermersooq             | |
| Qaarusussuaq       | 418 m   | 60°44′N 46°09′W | Kujalleq               | Chiamato anche Naajarsuit Qaqqaat, in danese Nordfjeld                                                                                  |
| Quassussuaq        | 443 m   | 64°11′N 51°38′W | Sermersooq             | In danese è chiamato Lille Malene |
| Saqqaarsik         | 412 m   | 60°45′N 46°03′W | Kujalleq               | In danese è chiamato Storefjeld |
| Ukkusik            | 480 m   | 60°45′N 45°25′W | Kujalleq               | |
| Uppik              | 436 m   | 64°06′N 51°32′W | Sermersooq             | |